# Aurélio Buta
Aurélio Gabriel Ulineia Buta (Miconge, Cabinda, Angola, 10 de febrero de 1997) es un futbolista portugués que juega de defensa en el Eintracht Fráncfort de la 1. Bundesliga.

## Trayectoria
El 6 de agosto de 2016, debutó como profesional con el S. L. Benfica "B" en un partido de la LigaPro 2016-17 contra el C. D. Cova da Piedade. El 31 de agosto de 2017 se incorporó al equipo belga Royal Antwerp F. C. en calidad de cedido por una temporada. Para la siguiente temporada, firmó un contrato permanente de tres años con este último club. Permaneció en Amberes hasta junio de 2022 cuando se marchó al Eintracht Fráncfort, equipo al que se había enfrentado en la anterior edición de la Liga Europa de la UEFA.

## Estadísticas

### Clubes
Actualizado al último partido disputado el 26 de octubre de 2024.
| Club                           | Div.          | Temporada     | Liga  | Liga  | Liga   | Copas nacionales | Copas nacionales | Copas nacionales | Copas internacionales | Copas internacionales | Copas internacionales | Total | Total | Total  |
| Club                           | Div.          | Temporada     | Part. | Goles | Asist. | Part.            | Goles            | Asist.           | Part.                 | Goles                 | Asist.                | Part. | Goles | Asist. |
| ------------------------------ | ------------- | ------------- | ----- | ----- | ------ | ---------------- | ---------------- | ---------------- | --------------------- | --------------------- | --------------------- | ----- | ----- | ------ |
| S. L. Benfica "B" Portugal     | 2.ª           | 2016-17       | 29    | 2     | 2      | —                | —                | —                | —                     | —                     | —                     | 29    | 2     | 2      |
| S. L. Benfica "B" Portugal     | Total club    | Total club    | 29    | 2     | 2      | 0                | 0                | 0                | 0                     | 0                     | 0                     | 29    | 2     | 2      |
| Royal Antwerp F. C. · Bélgica  | 1.ª           | 2017-18       | 15    | 0     | 0      | 2                | 0                | 0                | —                     | —                     | —                     | 17    | 0     | 0      |
| Royal Antwerp F. C. · Bélgica  | 1.ª           | 2018-19       | 20    | 0     | 6      | 1                | 0                | 0                | —                     | —                     | —                     | 21    | 0     | 6      |
| Royal Antwerp F. C. · Bélgica  | 1.ª           | 2019-20       | 28    | 2     | 1      | 4                | 0                | 0                | 3                     | 0                     | 0                     | 35    | 2     | 1      |
| Royal Antwerp F. C. · Bélgica  | 1.ª           | 2020-21       | 25    | 0     | 4      | 1                | 0                | 0                | 8                     | 0                     | 0                     | 34    | 0     | 4      |
| Royal Antwerp F. C. · Bélgica  | 1.ª           | 2021-22       | 17    | 0     | 3      | 0                | 0                | 0                | 4                     | 0                     | 0                     | 21    | 0     | 3      |
| Royal Antwerp F. C. · Bélgica  | Total club    | Total club    | 105   | 2     | 14     | 8                | 0                | 0                | 15                    | 0                     | 0                     | 128   | 2     | 14     |
| Eintracht Fráncfort · Alemania | 1.ª           | 2022-23       | 18    | 3     | 2      | 4                | 0                | 1                | 2                     | 0                     | 0                     | 24    | 3     | 3      |
| Eintracht Fráncfort · Alemania | 1.ª           | 2023-24       | 30    | 1     | 1      | 3                | 0                | 1                | 8                     | 0                     | 0                     | 41    | 1     | 2      |
| Eintracht Fráncfort · Alemania | Total club    | Total club    | 48    | 4     | 3      | 7                | 0                | 2                | 10                    | 0                     | 0                     | 65    | 4     | 5      |
| Stade de Reims Francia         | 1.ª           | 2024-25       | 7     | 0     | 1      | 0                | 0                | 0                | —                     | —                     | —                     | 7     | 0     | 1      |
| Stade de Reims Francia         | Total club    | Total club    | 7     | 0     | 1      | 0                | 0                | 0                | 0                     | 0                     | 0                     | 7     | 0     | 1      |
| Total carrera                  | Total carrera | Total carrera | 189   | 8     | 20     | 15               | 0                | 2                | 25                    | 0                     | 0                     | 229   | 8     | 22     |

## Palmarés

### Títulos nacionales
| Título          | Club                | País    | Año  |
| --------------- | ------------------- | ------- | ---- |
| Copa de Bélgica | Royal Antwerp F. C. | Bélgica | 2020 |